# Mogens Frey
Mogens Frey Jensen (nascido em 2 de julho de 1941) é um ex-ciclista dinamarquês que participava em competições do ciclismo de pista.
Frey ganhou, juntamente com Gunnar Asmussen, Per Lyngemark e Reno Olsen, uma medalha de ouro nos Jogos Olímpicos de Verão de 1968 na perseguição por equipes de 4 km e terminou em segundo individualmente. No entanto, é mais famoso pela maneira como ele venceu a etapa 9 no Tour de France de 1970. Aqui, ele derrotou o seu próprio capitão da equipe, o português Joaquim Agostinho. Agostinho foi o primeiro a cruzar a linha de chegada, mas foi imediatamente desclassificado por colocar a mão no guidão de Frey, assim, segurando-o de volta ao sprint.
Frey também venceu a prova de perseguição individual no campeonato mundial de 1968 e terminou em segundo em 1967, atrás do holandês Gert Bongers.